# Elmhurst (Illinois)
Elmhurst é uma cidade localizada no estado americano de Illinois, no Condado de Cook e Condado de DuPage.

## Demografia
Segundo o censo americano de 2000, a sua população era de 42.762 habitantes.
Em 2006, foi estimada uma população de 45.203, um aumento de 2441 (5.7%).

## Geografia
De acordo com o United States Census Bureau tem uma área de 26,6 km², dos quais 26,6 km² cobertos por terra e 0,0 km² cobertos por água. Elmhurst localiza-se a aproximadamente 212 m acima do nível do mar.

## Localidades na vizinhança
O diagrama seguinte representa as localidades num raio de 8 km ao redor de Elmhurst.